# Molnár Ferenc (református lelkész)
Molnár Ferenc, Csöglei Molnár Ferenc (Csögle, 1768. március – Pilismarót, 1845. április 6.) református lelkész.

## Élete
Molnár Miklós és Palánki Erzsébet fia. Tanult Losoncon és Debrecenben, ahol 1779. április 23-án lépett a felső osztályba. A teológiát Bécsben hallgatta; 1795-től 1798-ig Diószegen rektor volt; azután pilismaróti pap és ekkor nőül vette Debrecenből Hunyadi Ferenc református püspök leányát, Évát. A drégelypalánki egyházmegye esperese is volt 1836 és 1845 között. Halálát sorvadás, tüdővész okozta.
Néhány prédikációja van a Fábián József Prédikátori Tárházában. (Veszprém. 1805).
Kiadta: Hunyadi Ferencz, Ötven halotti prédikácziók… Vácz, 1805. Két kötet, és ugyanannak: A heidelbergai katechismusnak urnap szerint való magyarázatja. Vácz, 1808. c. munkáit.